# Olena Voronina
Olena Oleksandrivna Voronina (ucraineană Олена Олександрівна Вороніна; n. 5 mai 1990, Harkiv, RSS Ucraineană, URSS) este o scrimeră ucraineană specializată pe sabie, laureată cu aur pe echipe la Campionatul Mondial din 2013 de la Budapesta. 
La Campionatul European de Scrimă din 2015 de la Montreux a ajuns în semifinală după ce le-a învins succesiv pe rusoaica Ekaterina Diacenko și românca Bianca Pascu. A fost învinsă de capul de serie nr.2, Sofia Velikaia, și a rămas cu bronzul, prima sa medalie individuală la o competiție de prim plan.

## Legături externe
- Materiale media legate de Olena Voronina la Wikimedia Commons
- Prezentare Arhivat în 15 iunie 2016, la Wayback Machine. la Confederația Europeană de Scrimă
- en Olena Voronina la Olympedia.org